# In the House of the Chief
In the House of the Chief è un cortometraggio muto del 1916 diretto da Thomas N. Heffron. Sceneggiato da I.K. Freedman e prodotto dalla Selig, il film aveva come interpreti Eugenie Besserer, Vivian Reed, Charles West, Sidney Smith, Al W. Filson.

## Produzione
Il film fu prodotto dalla Selig Polyscope Company.

## Distribuzione
Distribuito dalla General Film Company, il film - un cortometraggio in una bobina - uscì nelle sale cinematografiche statunitensi il 2 ottobre 1916.